# Nothofagus obliqua
El roble pellín (Nothofagus obliqua), también conocido como coyán, hualle, pellín, roble de Neuquén o roble; es un árbol caducifolio que habita los bosques templados de Chile y la Argentina. Crece desde los 33 a 43° latitud Sur, en Chile desde la Región de Valparaíso a la Región de Los Lagos, y en la Argentina solo en la franja occidental de Neuquén. 

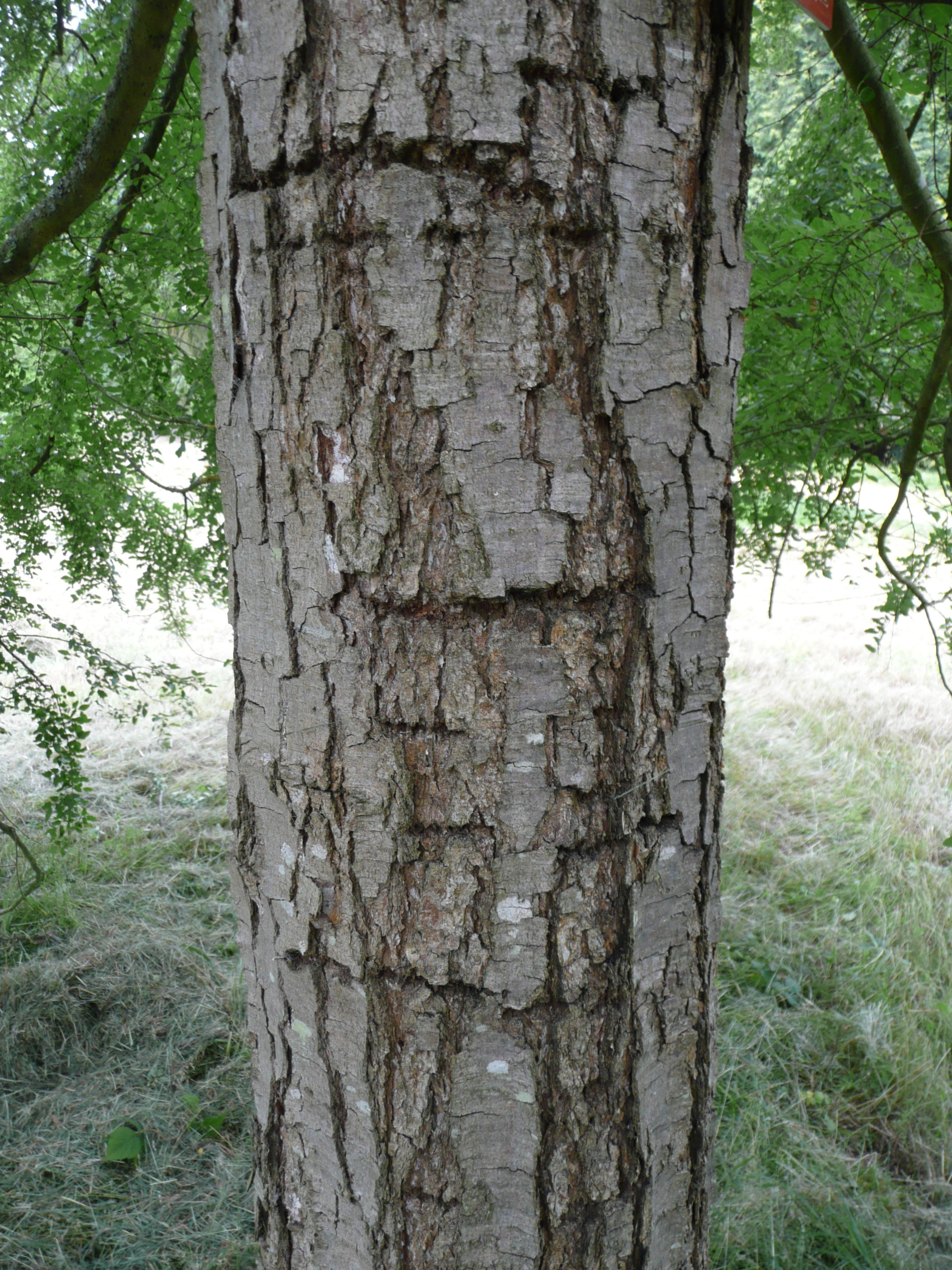
Tronco

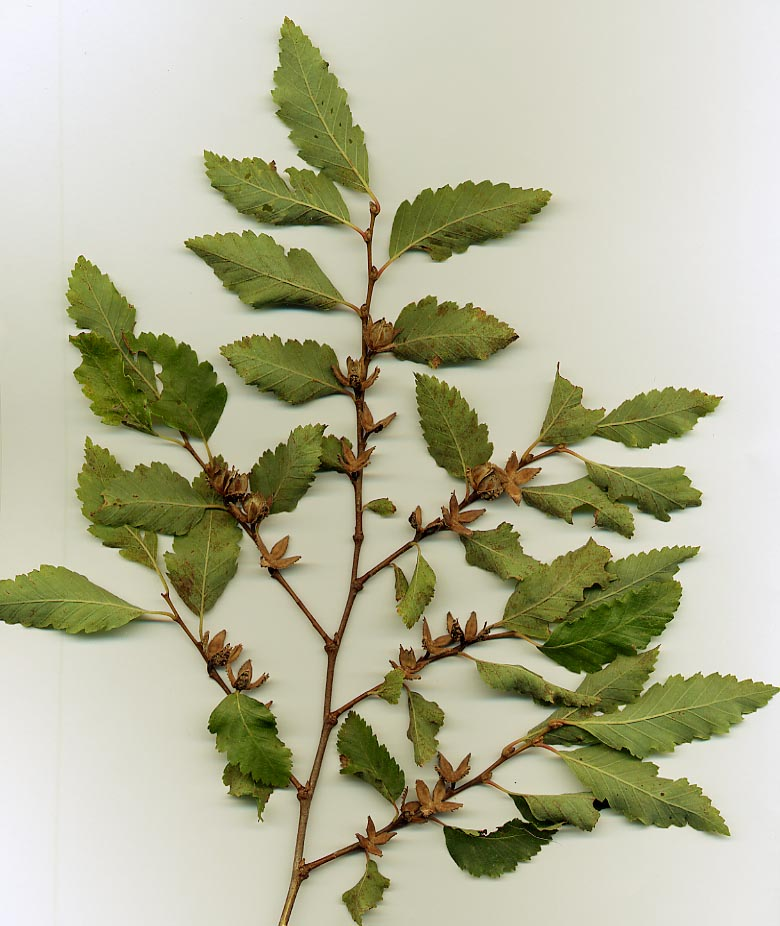
Hojas

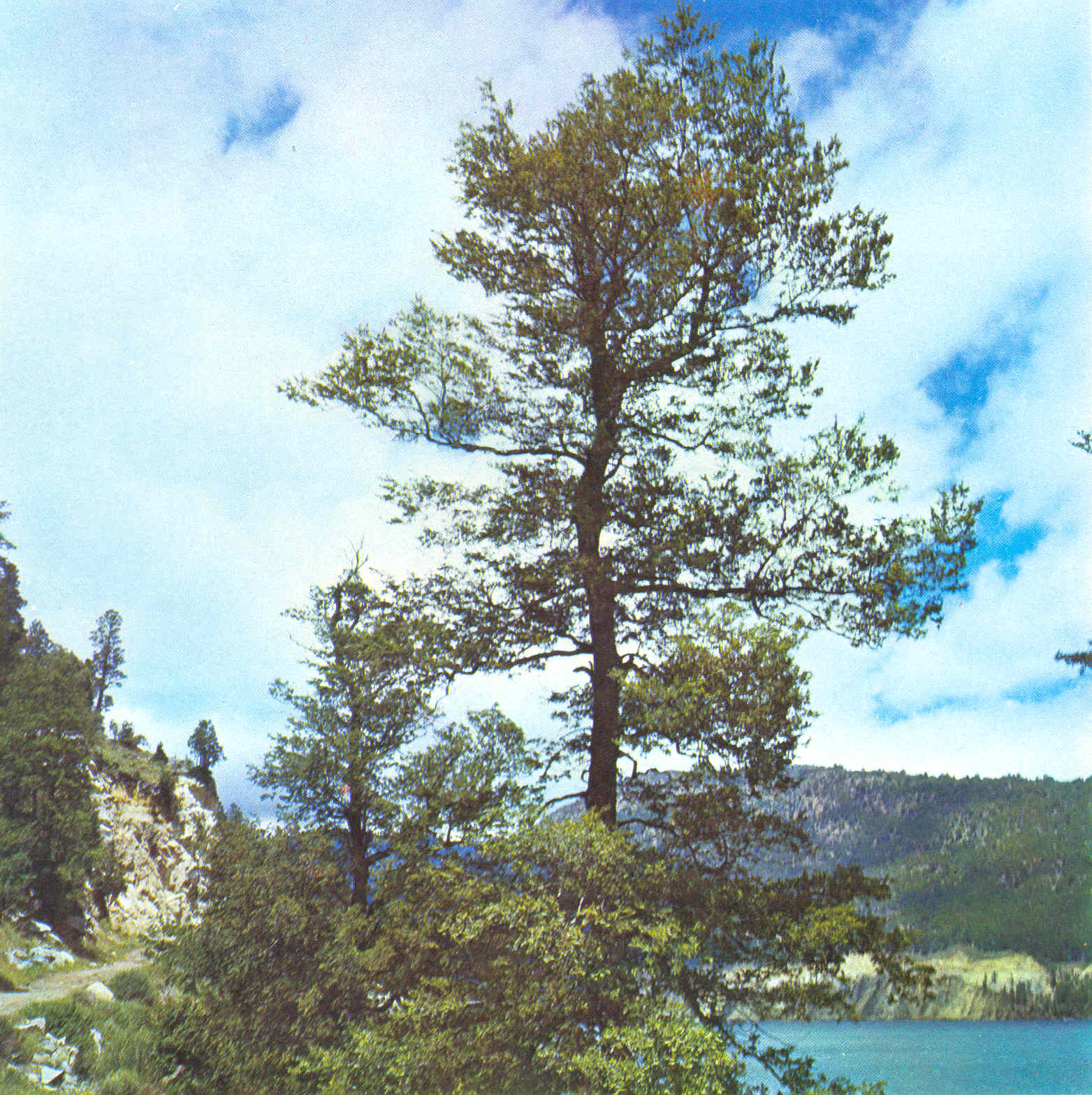
Vista del árbol

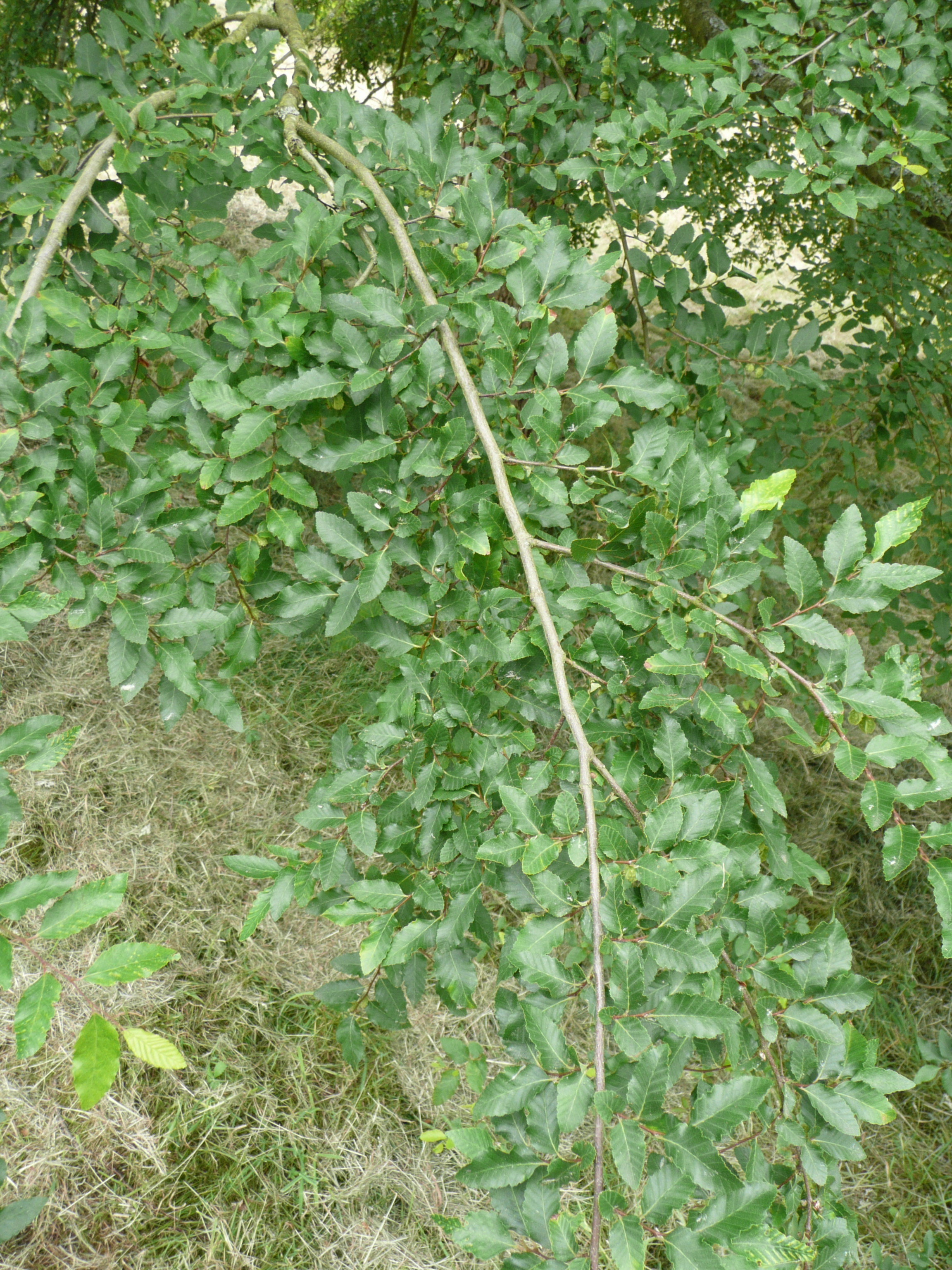
Follaje

## Descripción
Nothofagus obliqua alcanza un tamaño de hasta 50 metros de altura y 2 m de diámetro. Es un árbol que crece en suelos profundos y habitualmente a baja altitud. En ocasiones forma bosques puros, pero es más frecuente que esté asociado al laurel (Laurelia sempervirens) y al lingue (Persea lingue).
Su tronco es café oscuro y a menudo se bifurca en dos grandes ramas principales. Tiene hojas alternas con ondulaciones entre la nervadura y el borde aserrado. Especie monoica, presenta flores unisexuales (masculinas y femeninas), ambas son pequeñas y están rodeadas por brácteas de color verde, por lo que son poco llamativas. El fruto es una cúpula, el cual se abre en 4 valvas y presenta tres nueces aladas.

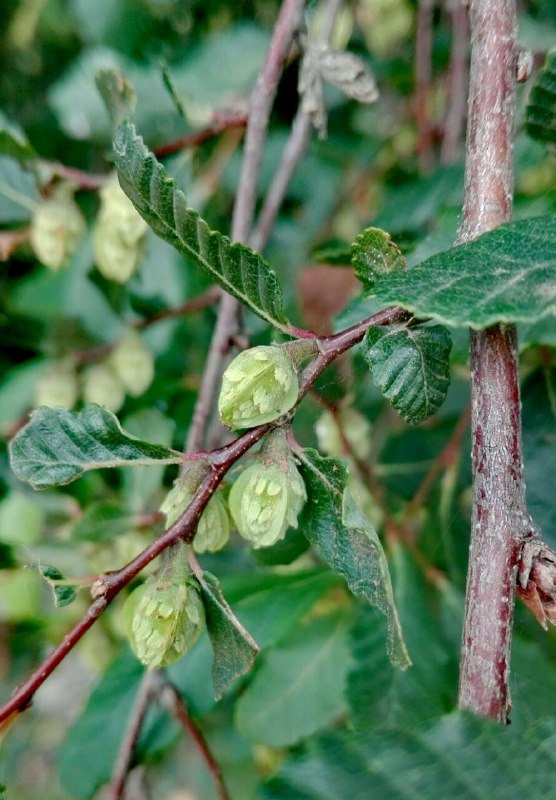
Frutos de N. obliqua.

Esta especie es el principal hospedador del hongo comestible Cyttaria espinosae (digüeñe), un parásito estricto y específico del género Nothofagus, el cual  causa agallas cancerosas en las ramas, de las que emergen los cuerpos fructíferos desde primavera a principios de verano.
El árbol joven, llamado "hualle" en Chile, es muy cotizado como leña de buen poder calórico o como madera de mediana resistencia. Los árboles más antiguos, conocidos como "pellín" en Chile, destacan por su dureza y resistencia a la humedad, por lo que son frecuentemente utilizados en la construcción de postes, vigas, muebles de alta gama y estacas. Una forma de diferenciar a ambos a primera vista es su color, siendo el hualle de un color claro amarillento mientras el pellín es de un tono rojizo. 
Durante días de vientos moderados a fuertes, esta diferencia de durabilidad entre ejemplares jóvenes y maduros es especialmente notoria, siendo común el desprendimiento de grandes ramas desde los primeros.

## Historia
Este árbol fue introducido en las islas británicas en 1849. Fuentes de procedencia de diferentes lugares de su medio ambiente natural fueron probados en cultivo en Escocia. Árboles recolectados de Ñuble, no tan resistentes a las heladas como variedades más australes, las semillas de ese lugar fueron proporcionadas a muchos cultivadores comerciales en los 70 en la Gran Bretaña. Fuentes de procedencia de Neuquén, Argentina fueron los más resistentes al frío. La selección de  Malleco, Chile, el cual fue el primer lugar desde donde se introdujeron a islas británicas dieron buenos resultados. Ha sido plantada en la costa norte del Pacífico de Estados Unidos.

## Taxonomía
Nothofagus obliqua fue descrito por (Mirb.) Oerst. y publicado en Bidr. Egefam. 24 1872.
Etimología
Nothofagus: nombre genérico compuesto de notho = "falso" y Fagus = "haya", nombrándolo como "falsa haya".
obliqua: epíteto latíno que significa "oblicua"
Subespecies
Esta especie se encontraba subdividida en tres subespecies, ahora consideradas meros sinónimos:
Nothofagus obliqua ssp. obliqua  (Mirb.) Oerst. En Argentina (Neuquén); y Chile (Regiones V, VI, VII, VIII, IX, X, y Región Metropolitana de Santiago).
Nothofagus obliqua ssp. valdiviana  (Phil.) F.M. Vázquez & R. Rodr. Endémica de Chile (Regiones VIII, IX, y X).
Nothofagus obliqua ssp. andina  F.M. Vázquez & R. Rodr. Endémica de Chile (Regiones VII, VIII, IX, y X).
Sinonimia
- Fagus obliqua Mirb.
- Fagus obliqua var. dentatosquamata Kuntze
- Fagus obliqua var. integrisquamata Kuntze
- Fagus obliqua var. macranthera A.DC.
- Fagus obliqua var. valdiviana A.DC.
- Fagus procera Phil. ex A.DC.
- Fagus valdiviana Phil.
- Lophozonia heterocarpa Turcz.
- Nothofagus obliqua subsp. andina F.M.Vázquez & R.A.Rodr.
- Nothofagus obliqua var. obliqua
- Nothofagus obliqua subsp. valdiviana (Phil.) F.M.Vázquez & R.A.Rodr.
- Nothofagus valdiviana (Phil.) Krasser[10]